# Holcus annuus
Holcus annuus là một loài thực vật có hoa trong họ Hòa thảo. Loài này được Salzm. ex C.A.Mey. mô tả khoa học đầu tiên năm 1831.